# Meus Homens, Meus Amores
Meus Homens, Meus Amores é um filme brasileiro de 1978 dirigido por José Miziara.

## Sinopse
Duas mulheres reprimidas resolvem eliminar seus maridos e são levadas para o crime.

## Elenco
Conforme aparecem nos letreiros:
- Rosemary .... Miriam
- Sílvia Salgado .... Ana
- Roberto Maya .... Peter
- John Herbert .... Wilson
- Bárbara Fázio .... mãe de Miriam
- Neuza Amaral .... Ângela
- Arlete Montenegro .... Marta
- João Signorelli .... Fábio
- Luiz Felipe .... Mário
- César Roberto .... Edu
- Marcelo Coutinho .... Lula
- Tânia Pôncio .... Vera
- Suzy Camacho .... Sueli
- Alzira Andrade .... Cláudia
- Olindo Dias .... Zelador

Participação especial
- Teca Klaus .... moça
- Fátima Peres .... massagista
- Sônia Saeg .... massagista
- Fátima Porto .... massagista
- Chiquita
- Alvamar Taddei